# Машран
Машран (фр. Macheren) — коммуна во французском департаменте Мозель региона Лотарингия. Относится к кантону Сент-Авольд-2. 

## География

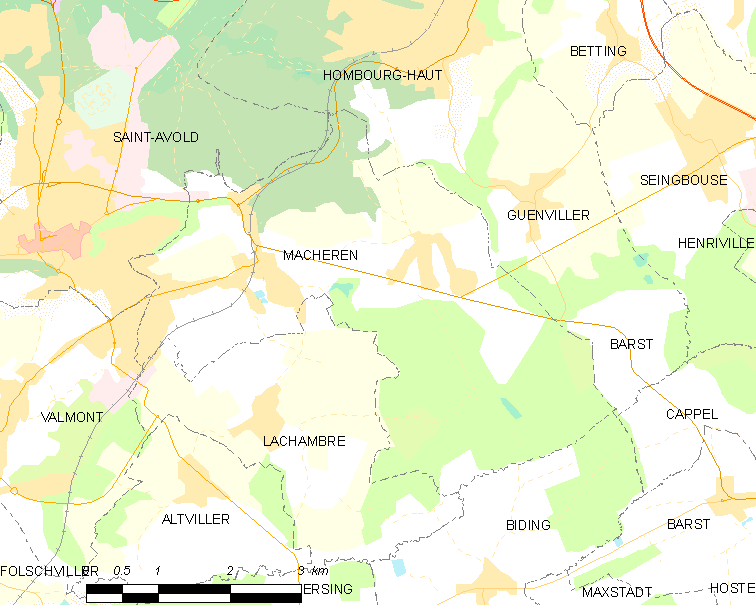
Машран на карте Франции.

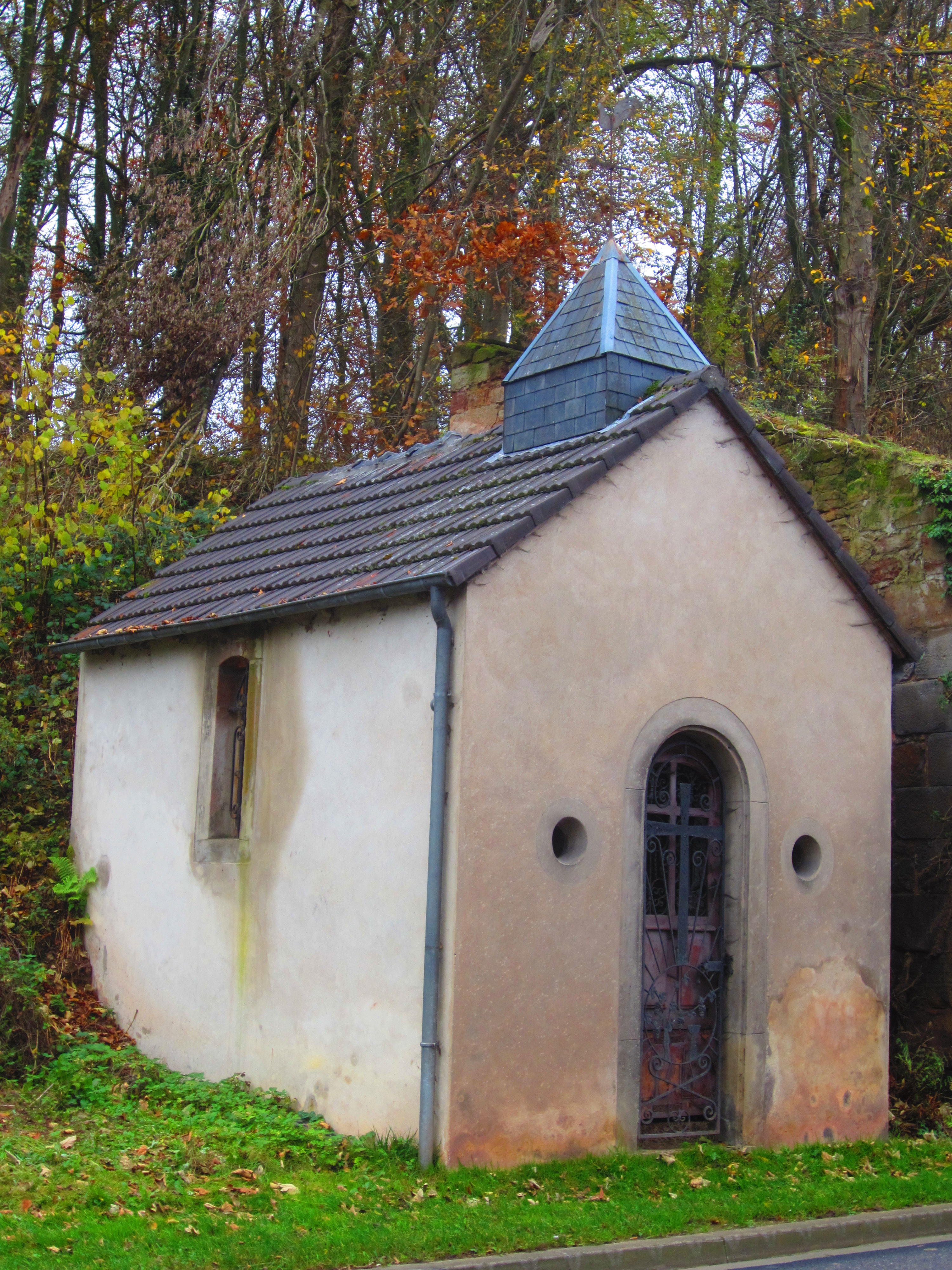
Часовня в Мулен-Нёф (1910).

Машран расположен в 330 км к востоку от Парижа и в 45 км к востоку от Меца.

## История
- Название коммуны проис ходит от лат. maceria, руины.
- Деревня бывшей провинции Лотарингия, кастелянство Омбур.

## Демография
По переписи 2011 года в коммуне проживало 2 909 человек.

## Достопримечательности
- Церковь Сен-Тома в Машране (XVIII век) на месте церкви 1758 года.
- Церковь Сент-Этьен в Пти-Эберсвиллере (1752) на месте церкви 1676 года.
- Часовня в Мулен-Нёф (1910), построена для семьи Бур.